# Index Catalogue
Index Catalogue (IC) – katalog astronomiczny zawierający mgławice, gromady gwiazd oraz galaktyki, stanowiący suplement do New General Catalogue (NGC). Katalog NGC zestawił John Dreyer w latach 80. XIX wieku, następnie zebrał i opublikował jako dwa dodatki do New General Catalogue obiekty astronomiczne odkryte w latach 1888–1907.
Katalog IC zawiera 5386 obiektów znanych jako „obiekty IC”. Został opublikowany przez Dreyera w dwóch częściach:
- IC I wydana w 1895 roku, zawiera 1529 obiektów odkrytych w latach 1888–1894,
- IC II wydana w 1908 roku, zawiera 3857 obiektów odkrytych w latach 1895–1907.

W katalogu IC zawarto też uwagi i poprawki dotyczące obiektów z katalogu NGC.

## Spis obiektów
- Lista obiektów IC (1–1000)
- Lista obiektów IC (1001–2000)
- Lista obiektów IC (2001–3000)
- Lista obiektów IC (3001–4000)
- Lista obiektów IC (4001–5000)
- Lista obiektów IC (5001–5386)